# Pyrgulopsis nanus
Pyrgulopsis nanus är en snäckart som beskrevs av Robert Hershler och Sada 1987. Pyrgulopsis nanus ingår i släktet Pyrgulopsis och familjen tusensnäckor. IUCN kategoriserar arten globalt som otillräckligt studerad. Inga underarter finns listade i Catalogue of Life.